# La Lumière Électrique
La Lumière Électrique è una rivista di elettricità francese fondata nel 1879.

## Storia
Il sottotitolo della rivista ne spiega chiaramente gli obiettivi: Giornale universale dell'elettricità; rivista scientifica illustrata .
I principali argomenti trattati sono i seguenti:
- applicazioni dell'elettricità;
- luce elettrica;
- telegrafia e telefono;
- scienze elettriche, ecc.

Il primo numero, datato 15 aprile 1879, chiarisce ulteriormente gli intenti del giornale nell'articolo intitolato “Il nostro programma": « Intendiamo unire gli sforzi individuali delle persone di buona volontà e marciare con loro verso una situazione in cui i dati scientifici sull'elettricità siano ben definiti.»
La rivista è posta sotto il patrocinio, concreto e spirituale, di Théodose du Moncel, grande figura del mondo scientifico: « Sappiamo di poter contare sulla generosa e autorevolissima collaborazione del sig. il conte du Moncel, membro dell'Institut, la cui opera ha acquisito una così alta notorietà in Francia e all'estero; siamo fieri di essere suoi allievi, ci poniamo sotto la sua ispirazione e la sua direzione scientifica. » 
La Lumière Electrique riscuote molto successo e riesce a superare il traguardo dei 30 anni di pubblicazione. Scompare solo nel 1916, fondendosi con La Revue Electrique per dare vita alla Revue Générale de l'Electricité  .
Tuttavia incontra alcune difficoltà quando il suo proprietario Cornelius Herz lascia la Francia e, nelle parole di André Blondel, « perde interesse » . Nel 1894 prende temporaneamente il nome di L'Éclairage électrique, ma torna a chiamarsi La Lumière Electrique nel 1908 .

## Organizzazione
Nei primi anni l'amministrazione della rivista è affidata ad A. Glénard, mentre il segretario di redazione è Frank Géraldy. L'elenco dei collaboratori viene fornito nel settimo numero: troviamo Théodose du Moncel e Édouard Hospitalier ma anche personaggi meno noti come Decharme, Demoget, Cabanellos, Trépied, Brossard de Corbigny .
Tra i contribuenti in Francia ci sono Jules Jamin, Alfred Cornu, Cornelius Herz, Clamond, Marcel Deprez; mentre all'estero compaiono i nomi di Preece, Hughes, Crookes, Smith, Louis Melsens e Hamilton. La rivista si circonda di molti collaboratori, alcuni più noti e altri meno noti, tra i quali emergono anche grandi nomi della scienza che ne rafforzano la credibilità e la serietà .
Come la stragrande maggioranza delle riviste scientifiche (riviste specializzate o divulgative), La Lumière Électrique è organizzata secondo diverse sezioni:
- articoli di approfondimento;
- una sintesi del lavoro straniero (principalmente Regno Unito);
- notizie scientifiche in brevi riassunti.

Il suo prezzo è indicato all'inizio di ogni numero. Ogni numero costa 1 franco, mentre l'abbonamento annuale è di 10 franchi.